# سناتوبیا (میسیسیپی)
سناتوبیا (به انگلیسی: Senatobia) شهری در ایالت میسیسیپی کشور ایالات متحده آمریکا است که جمعیت آن در سرشماری سال ۲۰۱۰ میلادی، ۸٬۱۶۵
نفر بوده‌است.

## نگارخانه

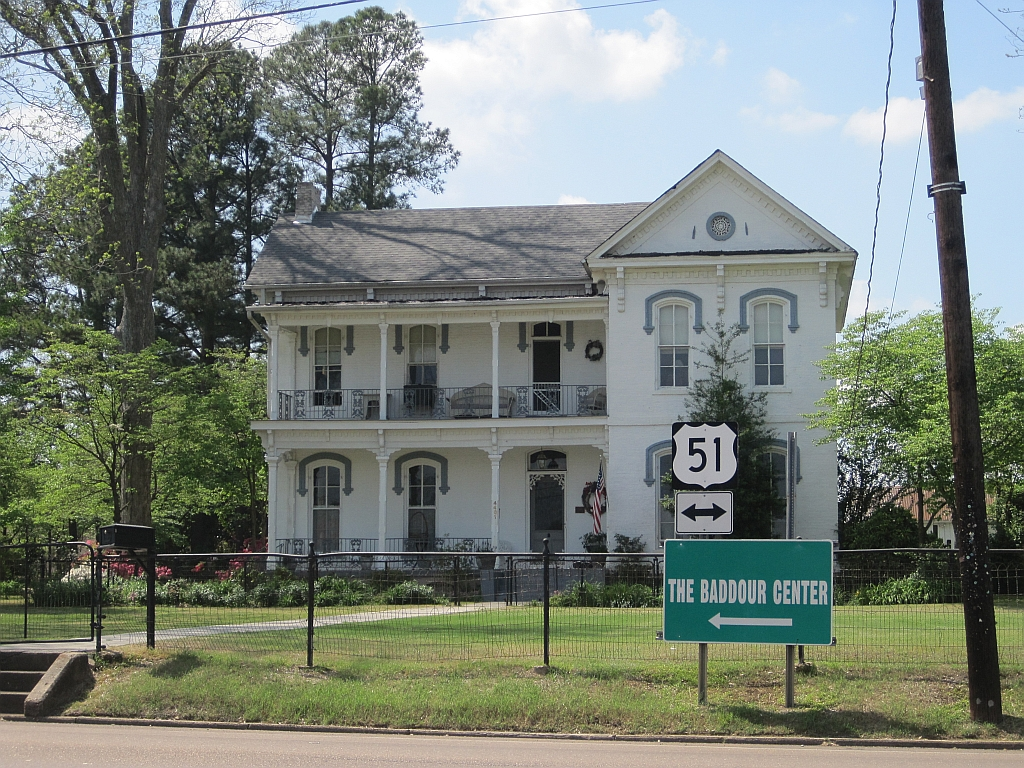
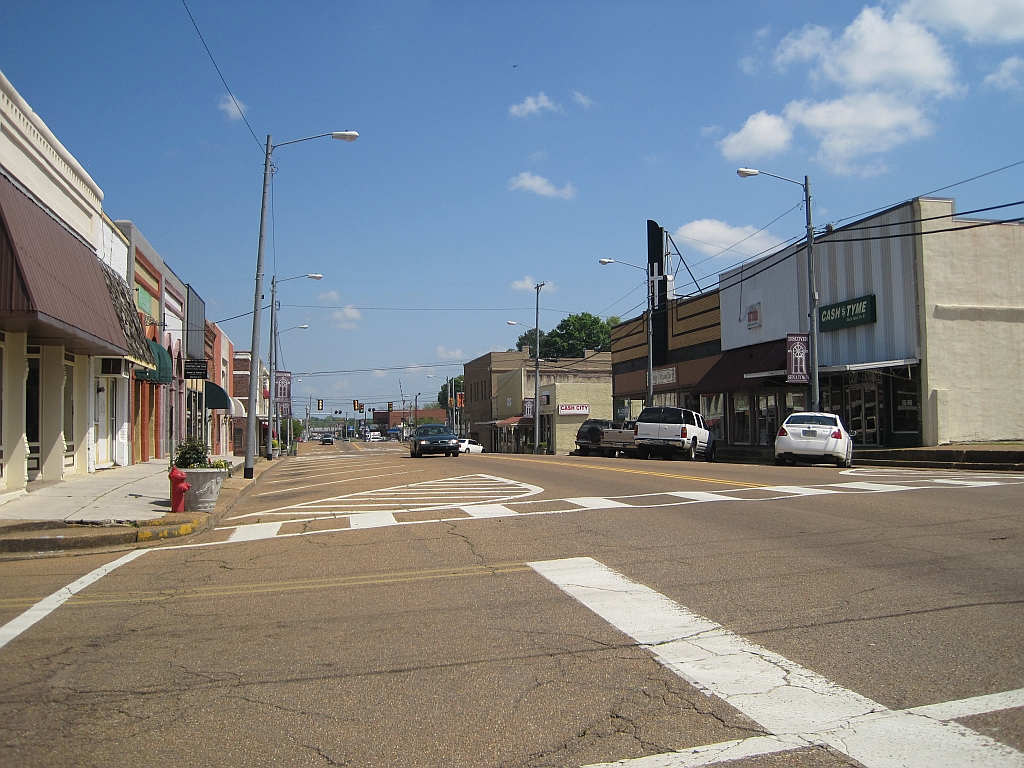
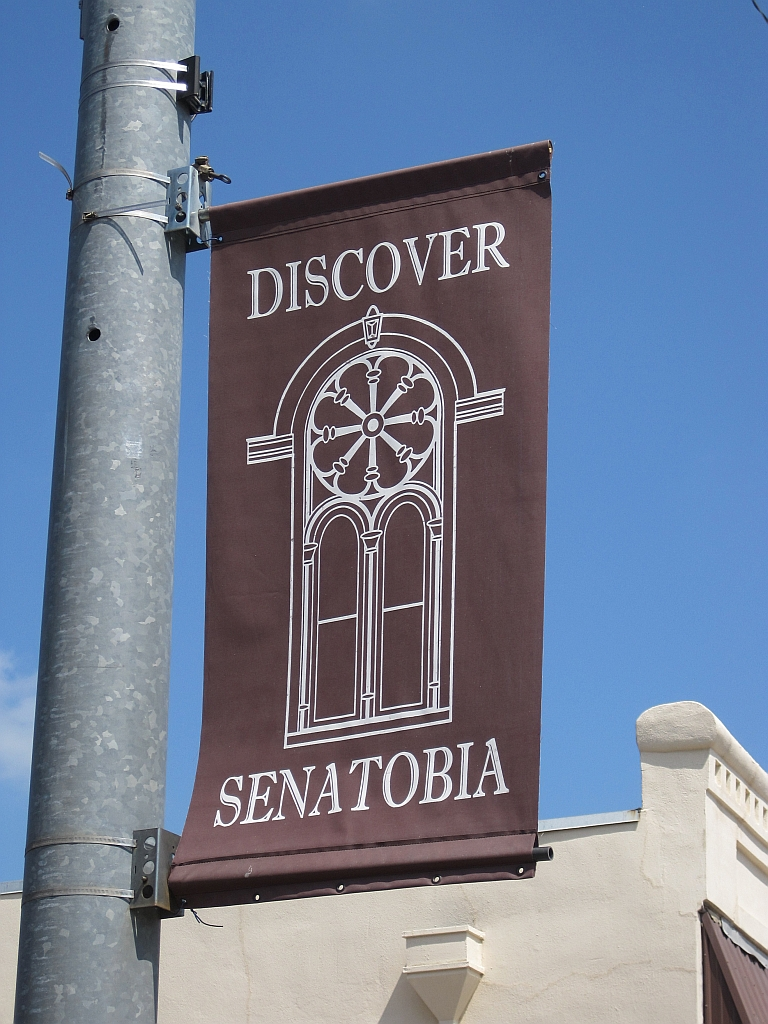
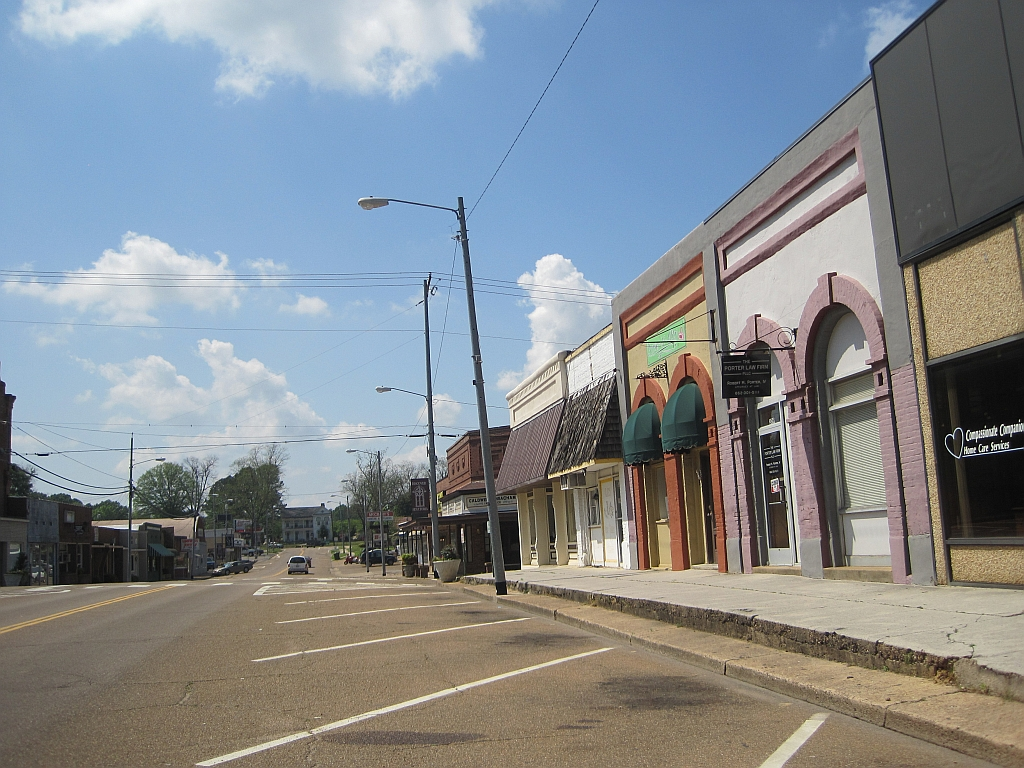
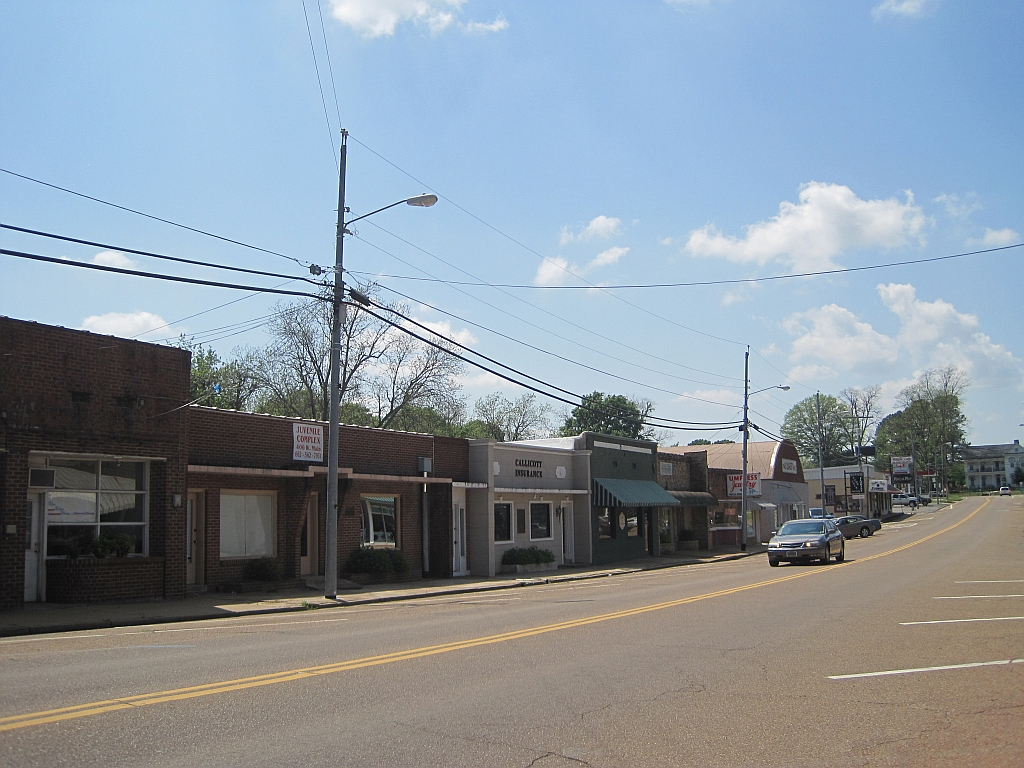
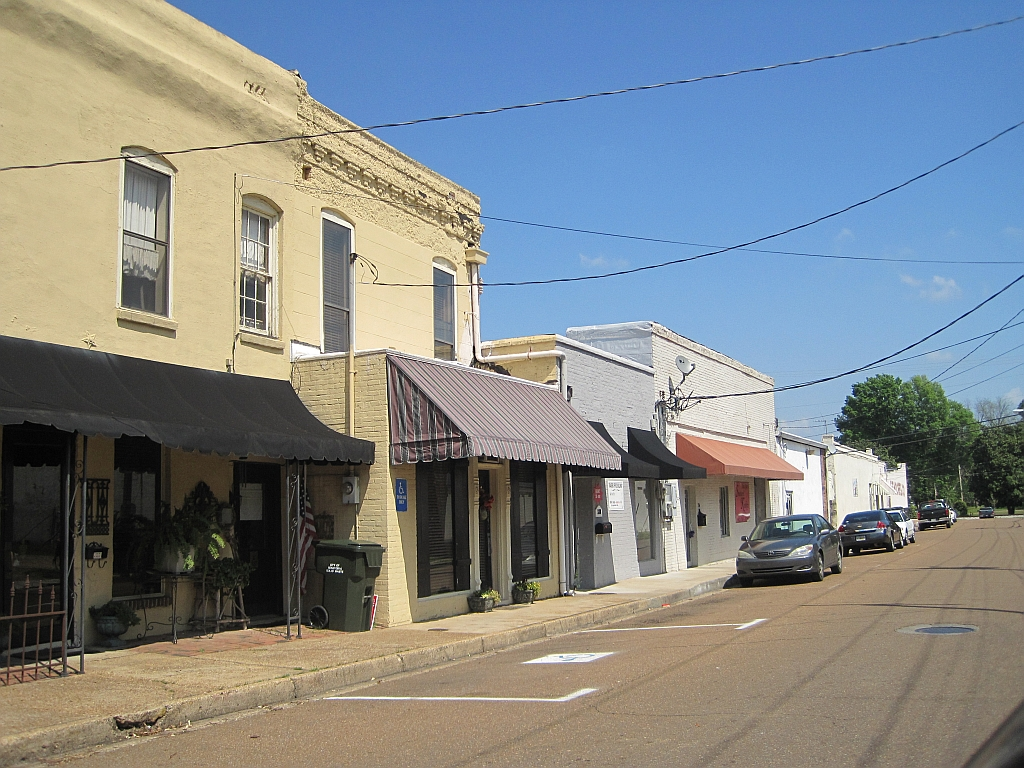
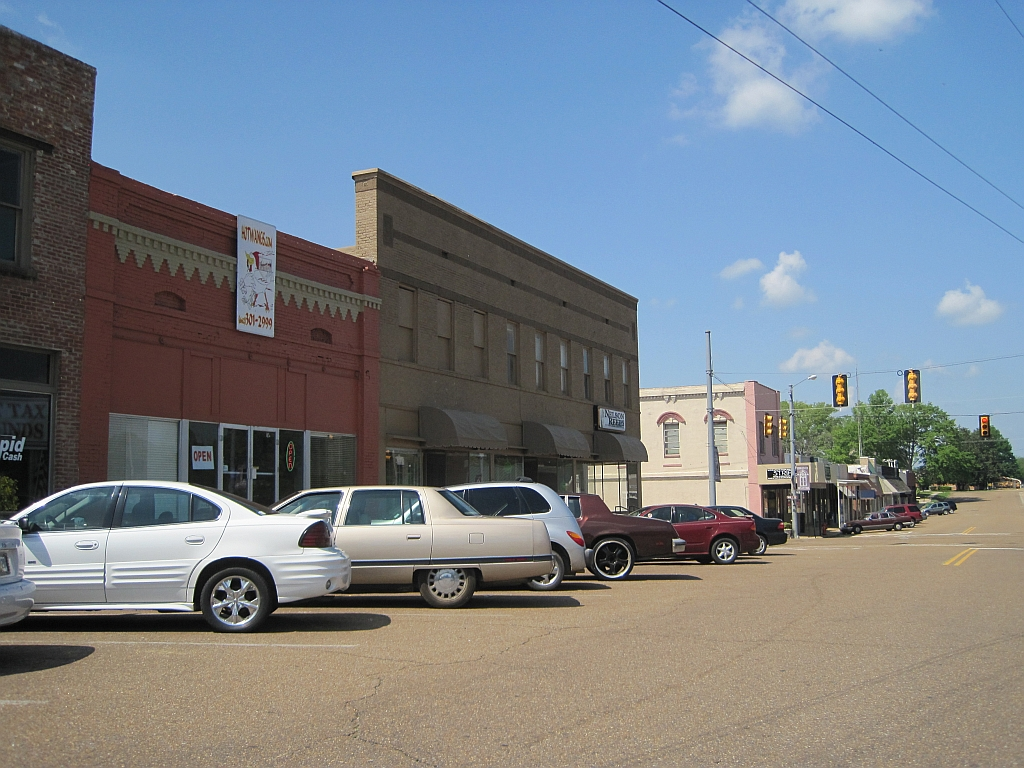
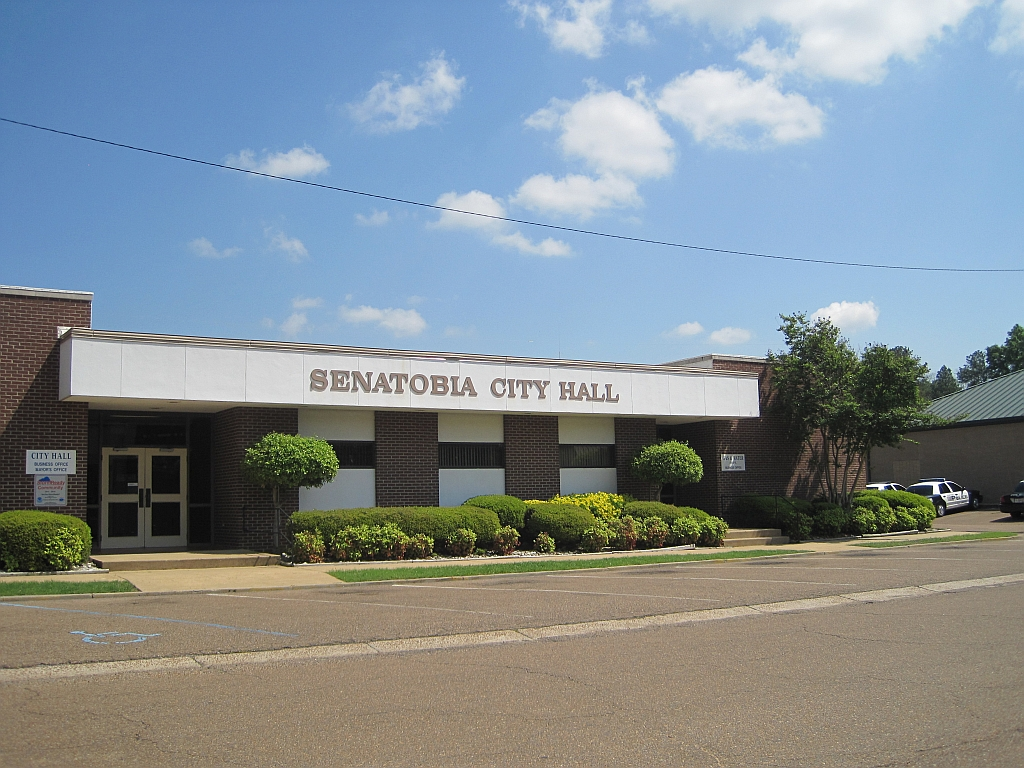
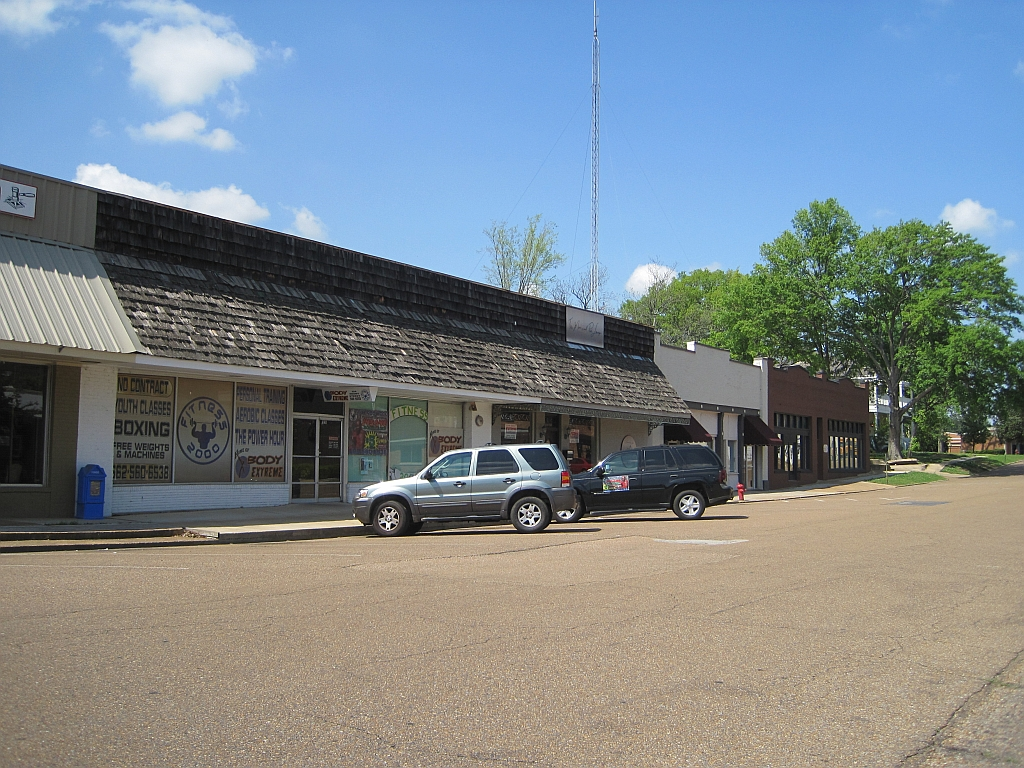
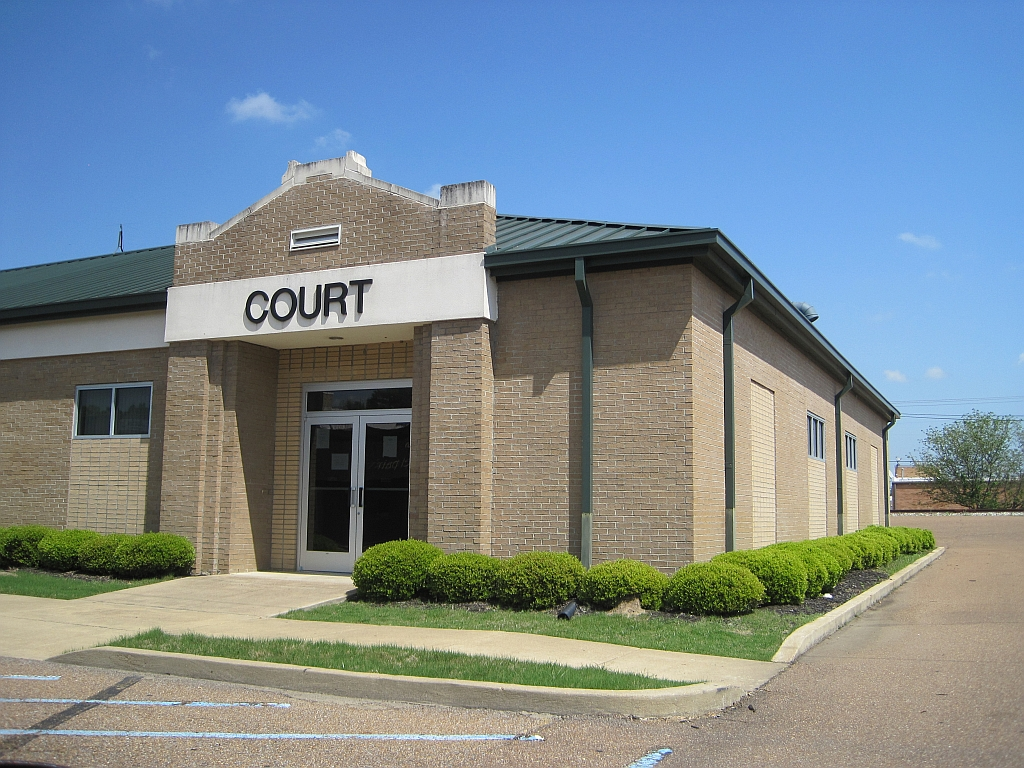
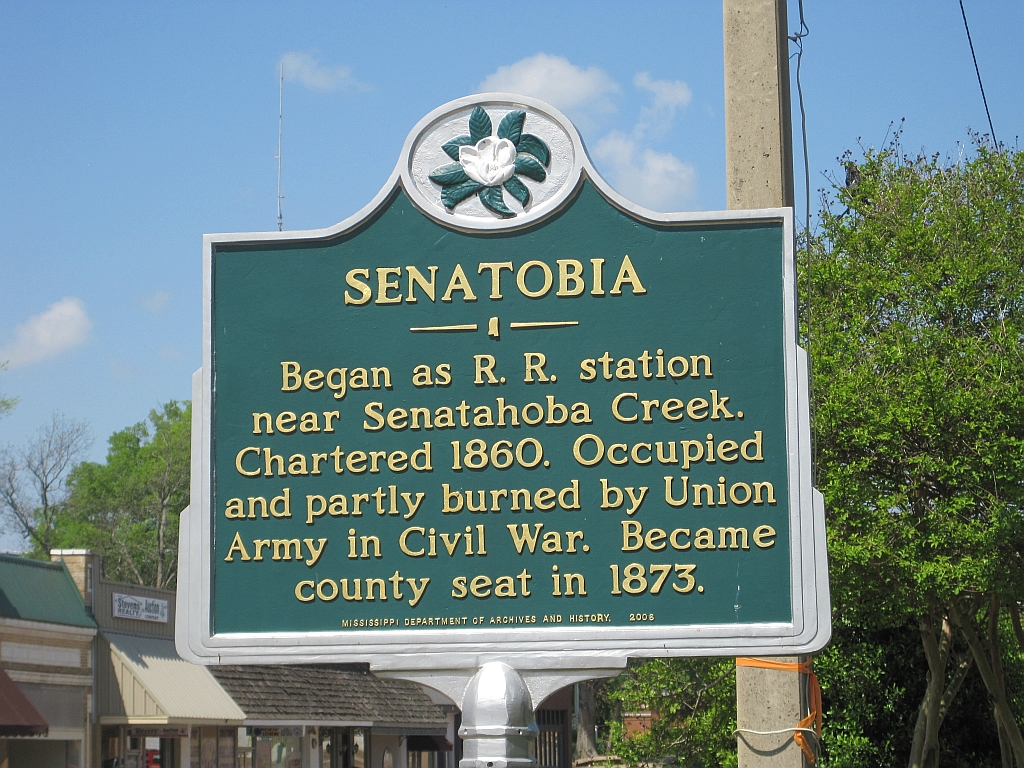
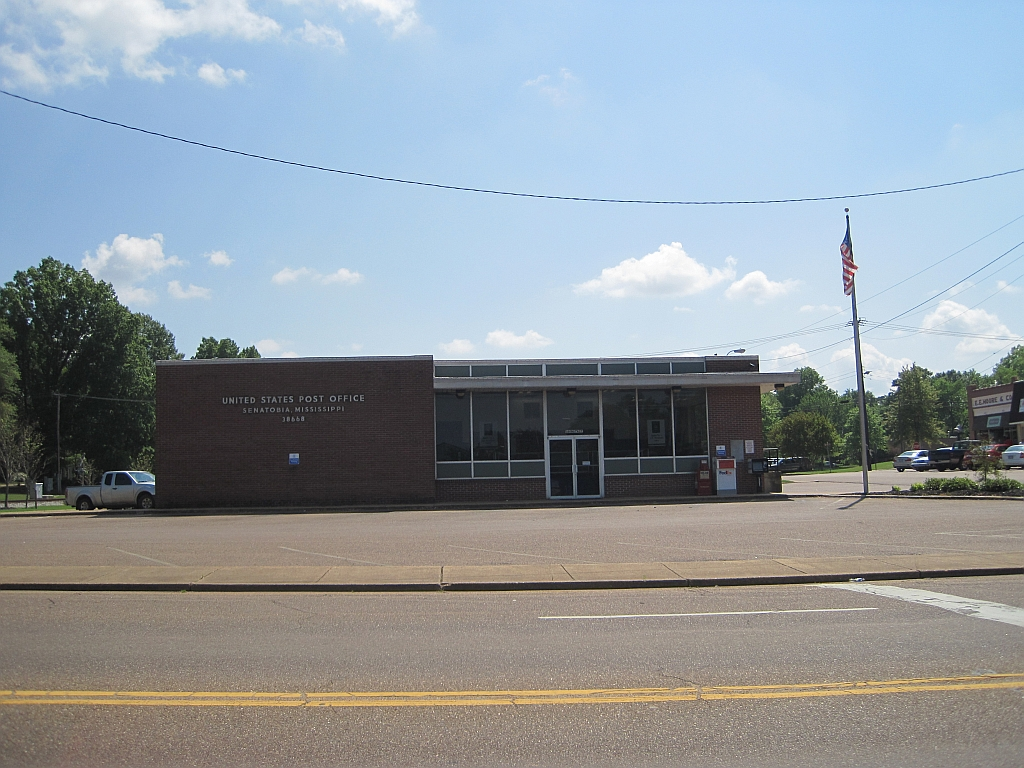
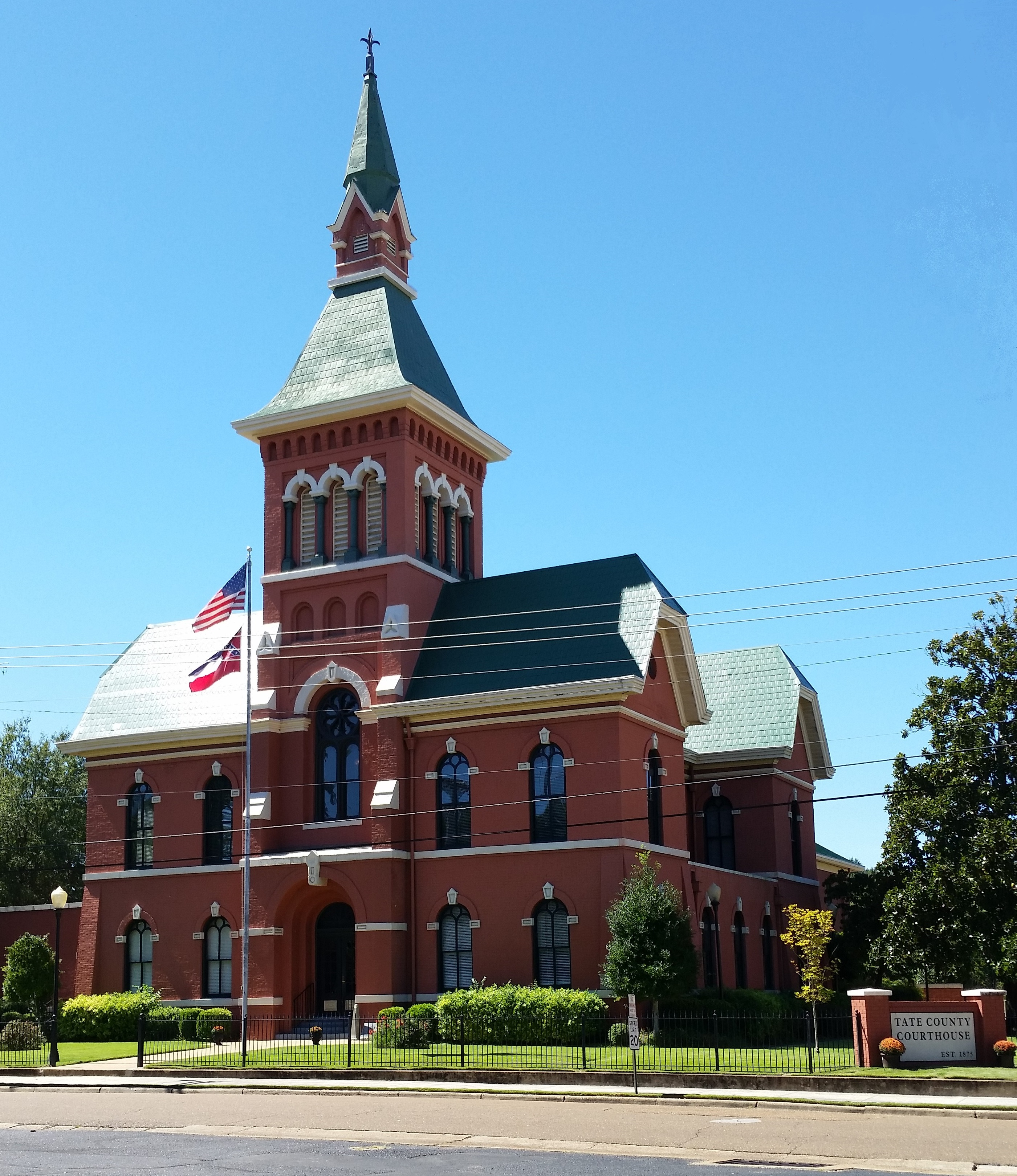